# Dasiops vibrissatus
Dasiops vibrissatus är en tvåvingeart som först beskrevs av Malloch 1914.  Dasiops vibrissatus ingår i släktet Dasiops och familjen stjärtflugor. Inga underarter finns listade i Catalogue of Life.